# Marpent
Marpent ist eine französische Gemeinde mit 2.649 Einwohnern (Stand: 1. Januar 2022) im Département Nord in der Region Hauts-de-France. Sie gehört zum Arrondissement Avesnes-sur-Helpe und zum Kanton Maubeuge. Die Einwohner werden Marpentois genannt.

## Geografie

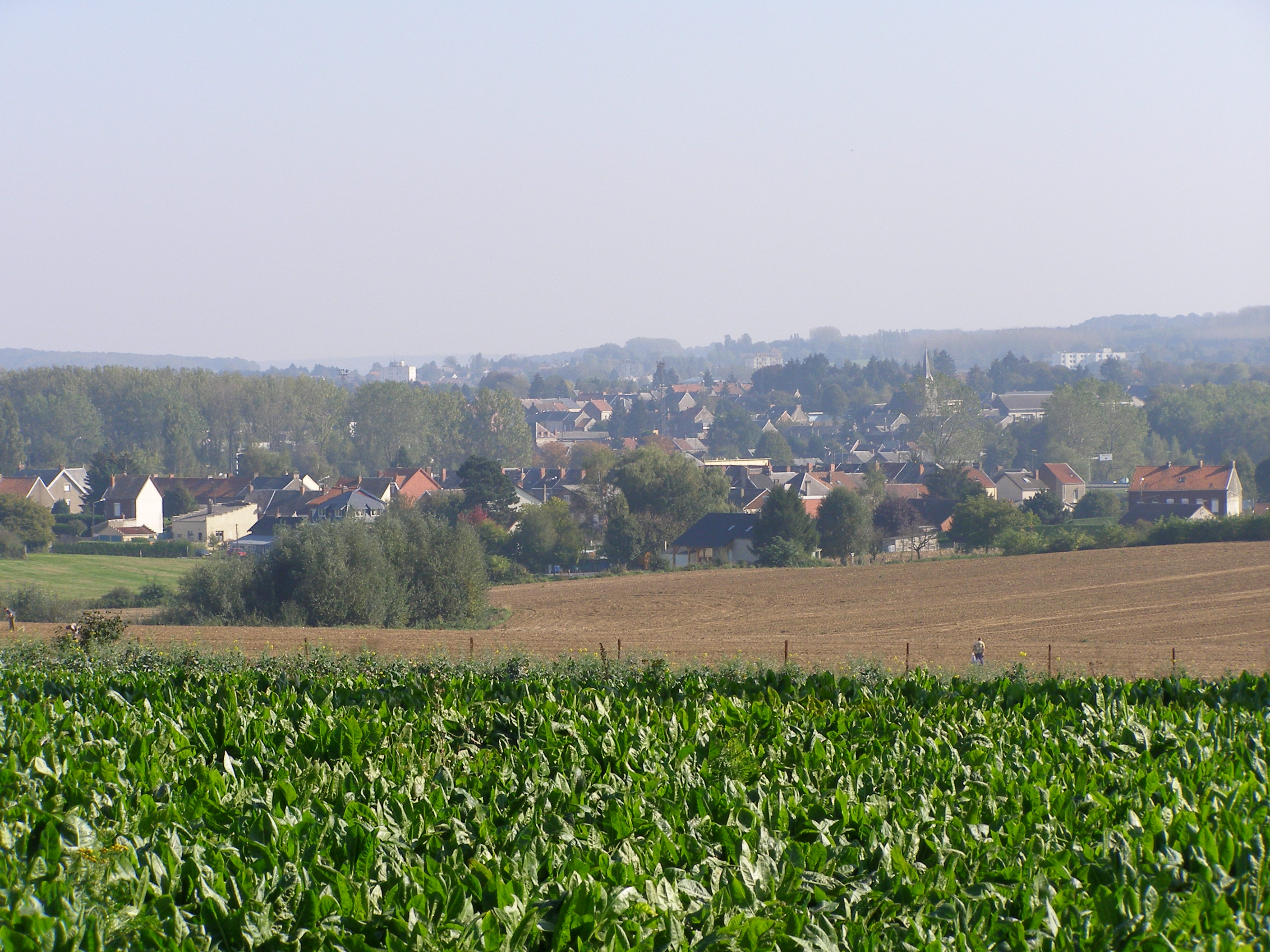
Blick auf Marpent

Die Gemeinde Marpent liegt etwa sieben Kilometer ostnordöstlich von Maubeuge an der kanalisierten Sambre. Im Norden grenzt Marpent auf einem 50 Meter langen Abschnitt an Belgien. Umgeben wird Marpent von den Nachbargemeinden Erquelinnes im Norden, Jeumont im Osten, Colleret im Süden, Recquignies im Südwesten, Boussois im Westen und Nordwesten sowie Vieux-Reng im Nordwesten.

## Geschichte
In gallo-römischer Zeit lag Marpent an der Römerstraße von Bavay nach Trier.

### Bevölkerungsentwicklung
| Jahr                       | 1962 | 1968 | 1975 | 1982 | 1990 | 1999 | 2006 | 2012 | 2020 |
| Einwohner                  | 3123 | 3084 | 3155 | 2825 | 2717 | 2649 | 2595 | 2705 | 2674 |
| Quellen: Cassini und INSEE |      |      |      |      |      |      |      |      |      |

## Sehenswürdigkeiten
- Kirche Saint-Martin (siehe auch: Madonna mit Kind (Marpent), Monstranzreliquiar (Marpent) und Kreuzigungsszene (Marpent))
- Friedhof mit Ehrenmal und Britischem Soldatenfriedhof
- Eisenbahnwaggon-Museum
- Mühle La Parapette
- Park Barbusse mit Fontäne
- Schleuse an der Sambre

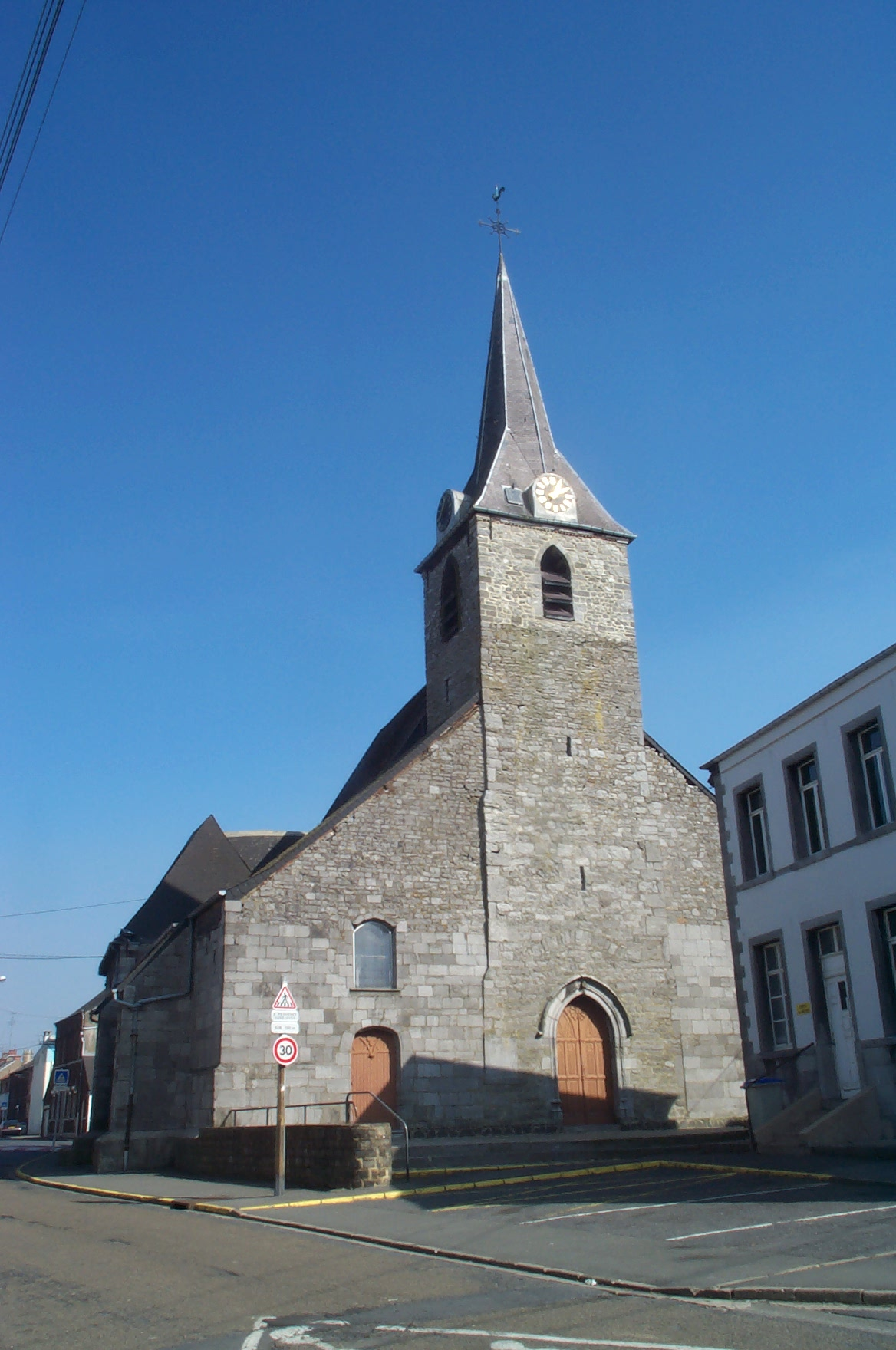
Kirche Saint-Martin
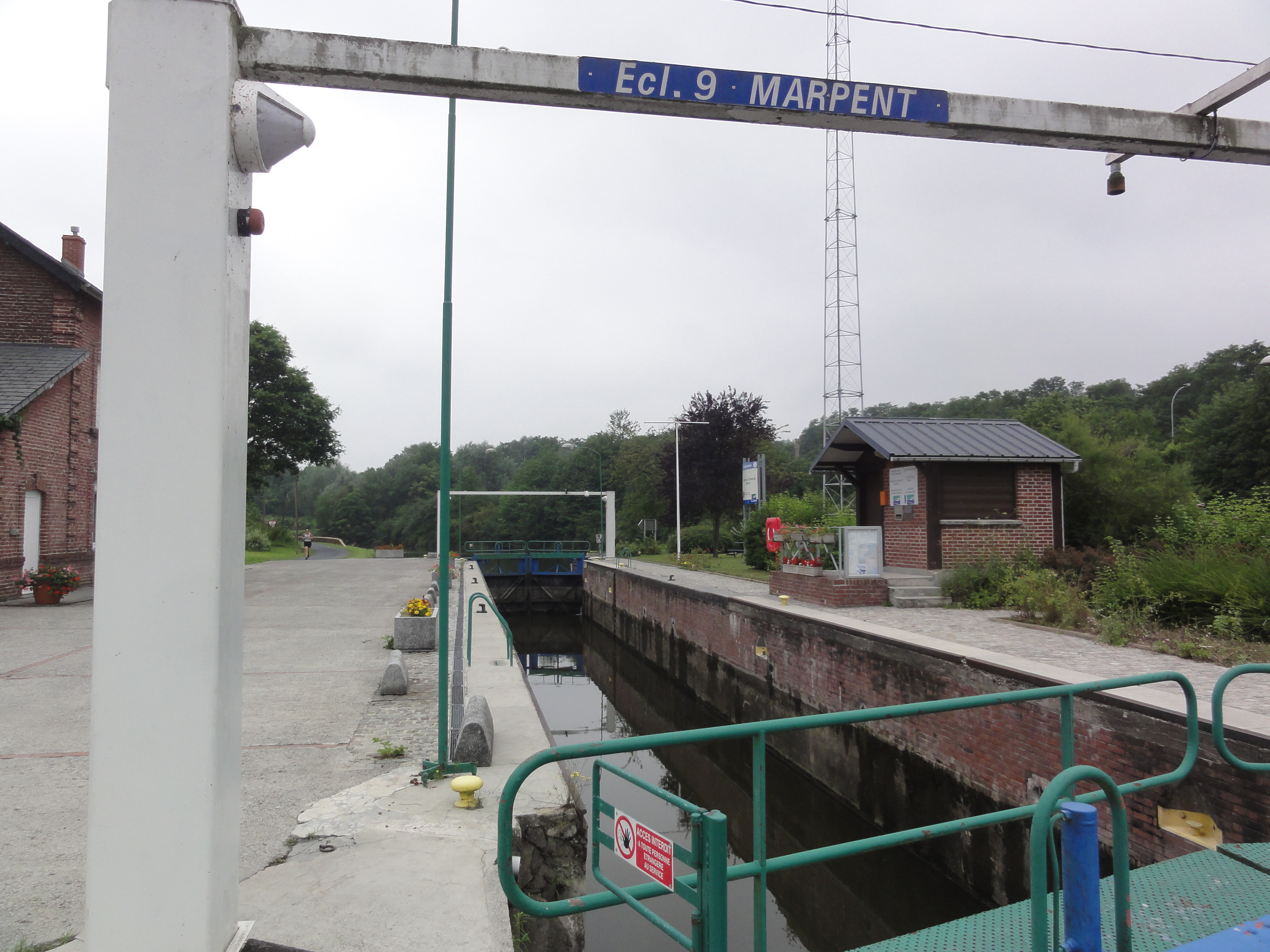
Schleuse an der Sambre
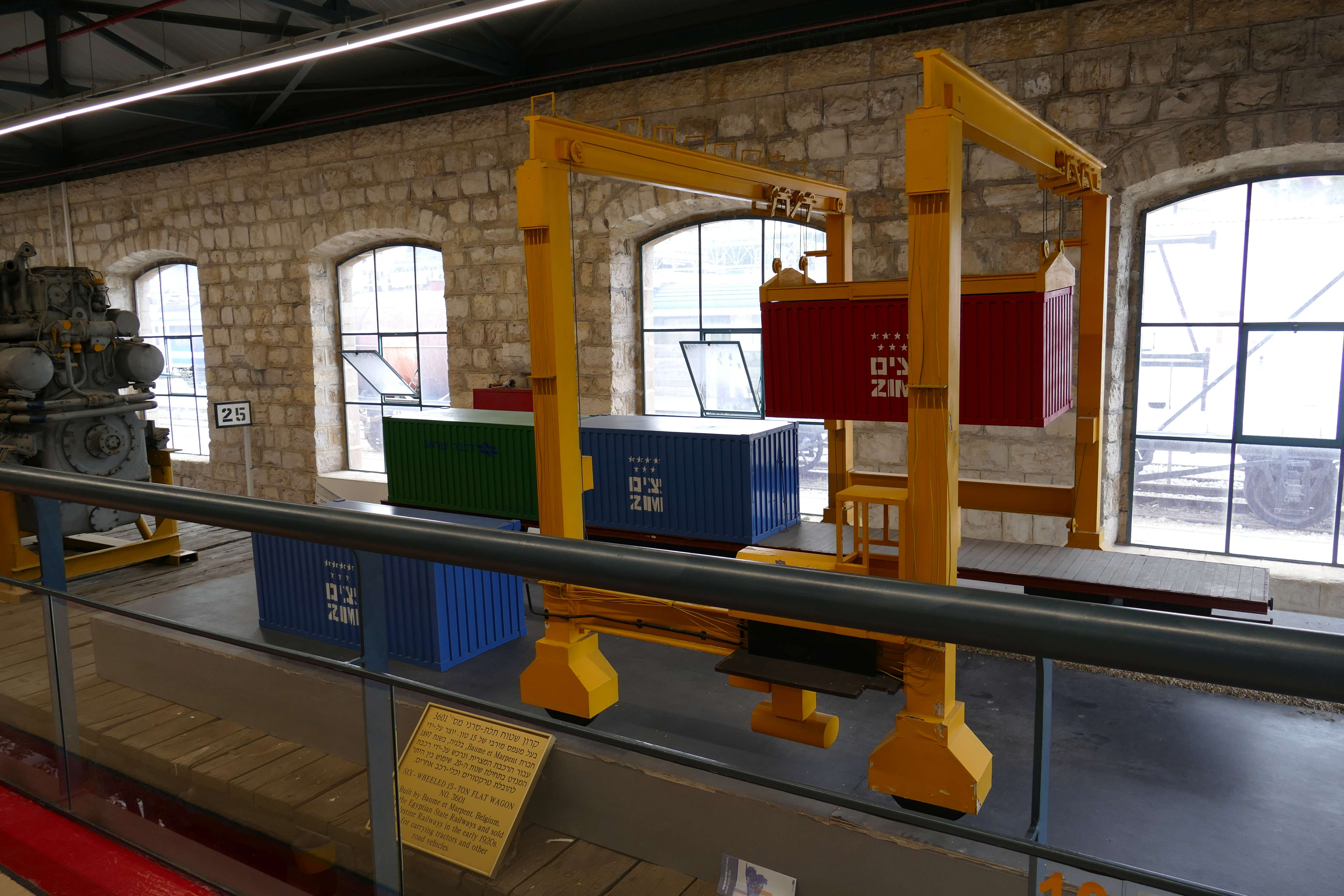
Eisenbahnwaggon-Museum
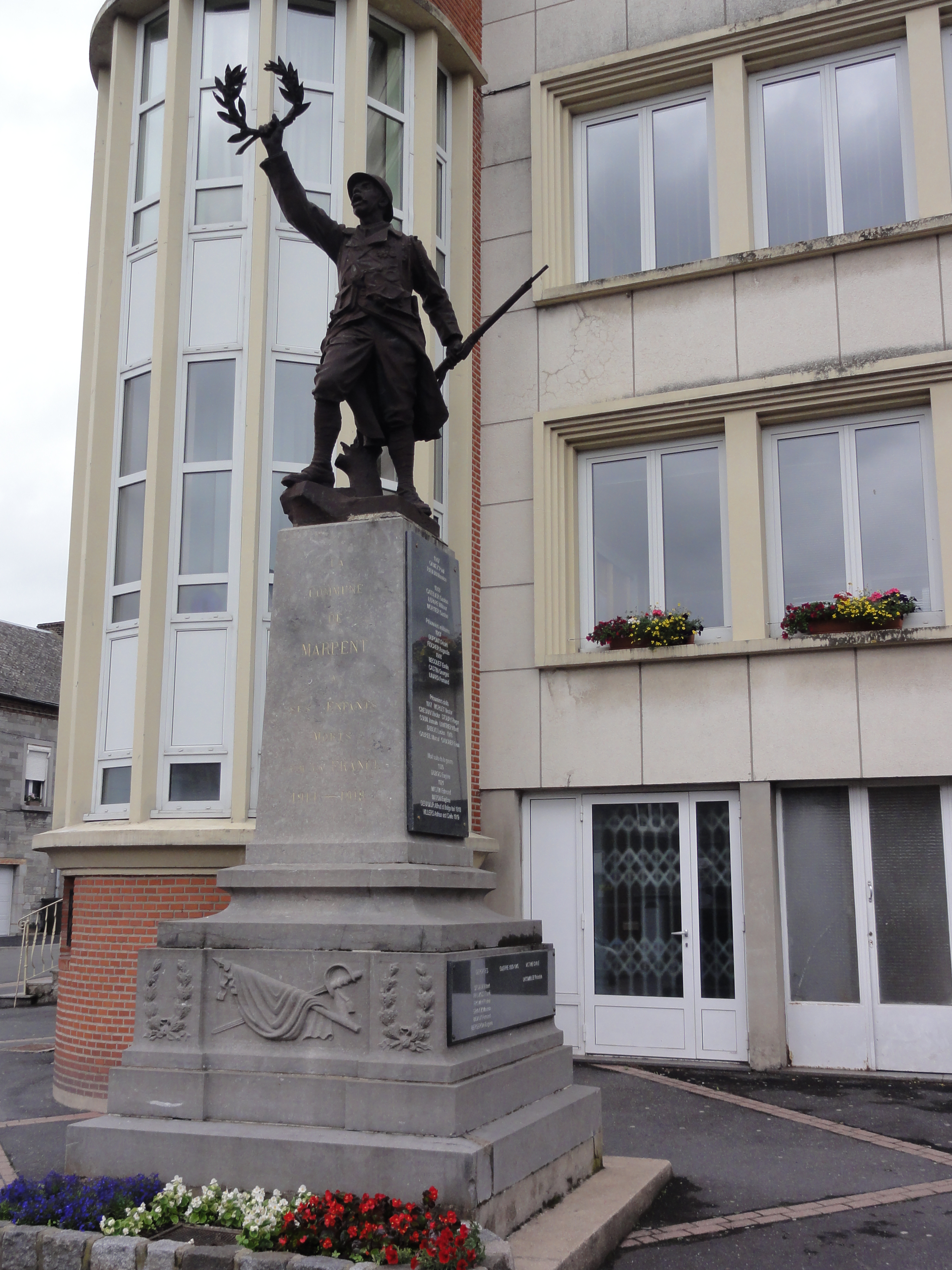
Gefallenendenkmal